# Хайрат, Абу Бакр
Абу́ Бакр Махму́д Хайра́т (араб. أبو بكر خيرت‎; 10 апреля 1910, Каир, Египет — 24 октября 1963, там же) — египетский архитектор, композитор, пианист и педагог.

## Биография
В 1930 году окончил Каирский университет по специальности архитектор; ему принадлежат проекты нескольких зданий в Каире. Систематического музыкального образования не имел. В детстве обучался игре на скрипке в арабском строе у Ахмеда Дады, а также игре на фортепиано. Частным образом брал уроки музыки в Каире, а впоследствии в Париже. В 1959 году становится одним из основателей, преподавателем (класс фортепиано) и первым ректором Каирской консерватории). Был президентом Объединения писателей и деятелей искусств Египта. В своём творчестве сочетал элементы национальной и западно-европейской музыки. В 1954 году как пианист выступал с концертами в СССР.
Его племянник Омар Хайрат — также композитор.

## Сочинения
- симфония № 1
- симфония № 2 «Фольклорная»
- симфония № 3
- увертюра «Изида» / Isis (1956)
- симфоническая сюита на коптские темы
- концерт для фортепиано с оркестром (1957)
- секстет для флейты и струнных
- пьеса для флейты
- пьеса для фортепиано
- пьеса для скрипки